# Orobas: Book of Angels Volume 4

Orobas: Book of Angels Volume 4 est un album de John Zorn joué par Koby Israelite, sorti en 2006 sur le label Tzadik. Les compositions sont de John Zorn, les arrangements de Koby Israelite.

## Titres
| 1.    | Rampel   | 6:31 |
| 2.    | Zafiel   | 4:41 |
| 3.    | Ezgadi   | 5:17 |
| 4.    | Nisroc   | 4:56 |
| 5.    | Neyef    | 5:54 |
| 6.    | Khabiel  | 6:29 |
| 7.    | Chayo    | 6:28 |
| 8.    | Rachmiel | 8:09 |
| 48:25 |          |      |

## Personnel
- Koby Israelite: Batterie, percussions, accordéon, claviers, guitare, bouzouki, banjo indien, voix, flûte, basse électrique, cajon, arrangements
- Sid Gauld: Trompette
- Yaron Stavi: Basse, Voix
- Stewart Curtis: Flûte à bec, piccolo, clarinette